# Józef Osas
Józef Osas (ur. 30 marca 1949 w Czyżewie) – polski dyplomata, arabista. Ambasador RP w Libii (2004–2009) oraz w Czadzie i w Nigrze (państwach dodatkowej akredytacji). Pracował m.in. na placówkach w Damaszku, Bejrucie, Trypolisie, Kairze.  

## Życiorys
W 1967 rozpoczął studia na Wydziale Prawa Uniwersytetu Warszawskiego. W 1968 jako stypendysta rządu RP wyjechał na studia w Moskiewskim Państwowym Instytucie Stosunków Międzynarodowych, gdzie na Wydziale Stosunków Międzynarodowych w 1973 uzyskał z wyróżnieniem tytuł magistra historii stosunków międzynarodowych (specjalizacja – kraje arabskie). Absolwent podyplomowego studium międzynarodowych stosunków gospodarczych przy Wydziale Handlu Zagranicznego SGPiS w Warszawie (1978) oraz Akademii Dyplomatycznej w Moskwie (1982–1984).
We wrześniu 1973 podjął pracę w Ministerstwie Spraw Zagranicznych, z którym związany był przez ponad 40 lat, zajmując się nieprzerwanie problematyką Bliskiego Wschodu, w tym bliskowschodnim procesem pokojowym. Od czerwca do grudnia 1974 uczestniczył w misji Sił Pokojowych ONZ w Egipcie (UNEF) i w Syrii (UNDOF). Pracował w Ambasadzie PRL w Damaszku (1975–1977) oraz dwukrotnie w Ambasadzie PRL w Bejrucie, gdzie w okresie lipiec-sierpień 1985 kierował placówką pełniąc funkcję chargé d'affaires a.i. W latach 1987–1991 był I sekretarzem Ambasady PRL/RP w Trypolisie, a w latach 1995–2001 radcą Ambasady RP w Kairze.
Od 5 października 2004 do 31 stycznia 2009 reprezentował Polskę w Libii jako ambasador nadzwyczajny i pełnomocny, akredytowany jednocześnie na Czad i Niger.
Po powrocie do kraju, w latach 2009–2014 piastował stanowisko radcy-ministra w Departamencie Afryki i Bliskiego Wschodu MSZ. Od 26 września 2014 na emeryturze.
Odznaczony Srebrnym Krzyżem Zasługi, Brązowym Medalem za Zasługi dla Obronności Kraju oraz Medalem ONZ „W Służbie Pokoju”.
Zna języki: arabski, angielski, rosyjski, francuski.